# Fils de Marie immaculée (Brescia)
Ne doit pas être confondu avec Fils de Marie Immaculée (Chavagnes).
Les Fils de Marie immaculée (en latin Congregatio Filiorum Mariæ Immaculatæ) ou Pavoniens  sont une congrégation cléricale de droit pontifical.

## Historique
En 1821, Ludovic Pavoni crée à Brescia l'institut saint-Barnabé destiné à la formation professionnelle de jeunes sans famille ou négligés par leurs parents, le collège permet d'offrir aux enfants la possibilité d'obtenir des qualifications professionnelles dans onze domaines en particulier les métiers de l'imprimerie (typographie, chalcographie, reliure), devenant la 1re école d'arts graphiques de l'Italie qui donne naissance aux éditions Àncora Edition (it).
En 1842, l'activité s'élargit à l'éducation des sourds et à la formation des enfants de paysans avec la colonie agricole de Rodengo-Saiano. Le modèle du collège conçu par Pavoni est un grand succès et l'idée est reprise par d'autres prêtres comme Joseph-Benoît Cottolengo, Jean Bosco ou Leonardo Murialdo.
Pour gérer l'œuvre, Pavoni organise un institut religieux d'éducateurs, en 1831 il leur donne des constitutions religieuses approuvées par Mgr Nava, évêque de Brescia. Cette règle est présentée le 31 mars 1843 par le cardinal Angelo Mai à la congrégation pour les Évêques et Réguliers qui accorde à l'institut de Pavoni le décret de louange ratifié le même jour par le pape Grégoire XVI.
La congrégation des Fils de Marie Immaculée est érigée le 11 août 1847 par Mgr Ferdinando Luchi, vicaire capitulaire de Brescia (le siège de l'évêque était vacant) et le 8 décembre les premiers religieux font leur profession des mains du fondateur.
L'institut se répand bientôt à Brescia et en Vénétie, mais par la loi du 7 juillet 1866 (it), le royaume d'Italie supprime l'institut de Brescia et confisque ses biens, les religieux vénitiens transfèrent leur œuvre dans le Trentin où ils réussissent à réorganiser la congrégation et à la réintroduire en Lombardie. Le Saint-Siège approuve la congrégation le 24 septembre 1882 et ses constitutions en 1897.

## Activités et diffusion
Les Pavoniens se dédient en faveur des jeunes marginaux, toxicomanes, enfants de migrants, et sourds-muets.
Ils sont présents en :
- Europe : Italie, Espagne.
- Amérique : Brésil, Colombie, Mexique.
- Afrique : Érythrée, Burkina Faso.
- Asie : Philippines

Fin 2008 la congrégation comptait 34 maisons et 208 religieux dont 107 prêtres.
La maison généralice se trouve à Rome.

## Source
- (it) Cet article est partiellement ou en totalité issu de l’article de Wikipédia en italien intitulé « Figli di Maria Immacolata » (voir la liste des auteurs).